# 情報LIVE ただイマ!
『情報LIVE ただイマ!』（じょうほうライブ- ）は、2012年4月13日から2013年2月8日まで、NHK総合テレビにおいて毎週金曜日の22:00 - 22:48（JST、以下略）に生放送された情報番組である。

## 概要
『あさイチ』を手掛けるスタッフが担当した。NHK制作部では本番組を「未来志向の新情報番組」と位置づけた。総合テレビの金曜22時台が生放送になるのは『NHKニュース10』以来6年ぶりで、仮タイトルは『よるイチ』であった。
なお、前番組『世界ふれあい街歩き』はNHK BSプレミアムで放送を継続する。

## 出演者
キャスター
- 原田泰造（ネプチューン）
- 伊東敏恵（NHKアナウンサー）
- 仲間リサ
スタジオにて始終クレーンに乗っており、「空中タイムキーパー」の肩書きで出演する。主に原田・伊東の進行補佐や視聴者のメール・ツイッター読みをする。

リポーター
- 黒田信哉（NHKアナウンサー）

ご意見番
- モーリー・ロバートソン（国際ジャーナリスト）
「海外事情通」の肩書きでVTR出演した。最終回は番組の終盤で最初で最後のスタジオ生出演となった。

コメンテーター
- レギュラー
どちらか1人が交代で出演する。
  - 富司純子
  - オリエンタルラジオ（藤森慎吾・中田敦彦）
- 週替わり
  - 飯田泰之（駒澤大学経済学部准教授・エコノミスト）
  - 鎌田浩毅（京都大学人間環境学研究科教授）
  - 神里達博（大阪大学コミュニケーションデザインセンター特任准教授）
  - 萱野稔人（津田塾大学国際関係学科准教授）
  - 瀧本哲史（投資家）
  - 本田由紀（東京大学大学院教育学研究科教授・社会学者）
  - 水無田気流（東京工業大学世界文明センターフェロー・社会学者・詩人）
- 制作スタッフ
  - 井上勝弘（制作統括）

## 参考資料
- NHK：「あさイチ」のスタッフで夜の情報番組「情報LIVE ただイマ!」 4月から生放送
- 2012年1月18日実施 総局長会見資料（会見時に配付している資料）・24年度新番組のおすすめ番組[リンク切れ]